# Langdysse von Løkkeby

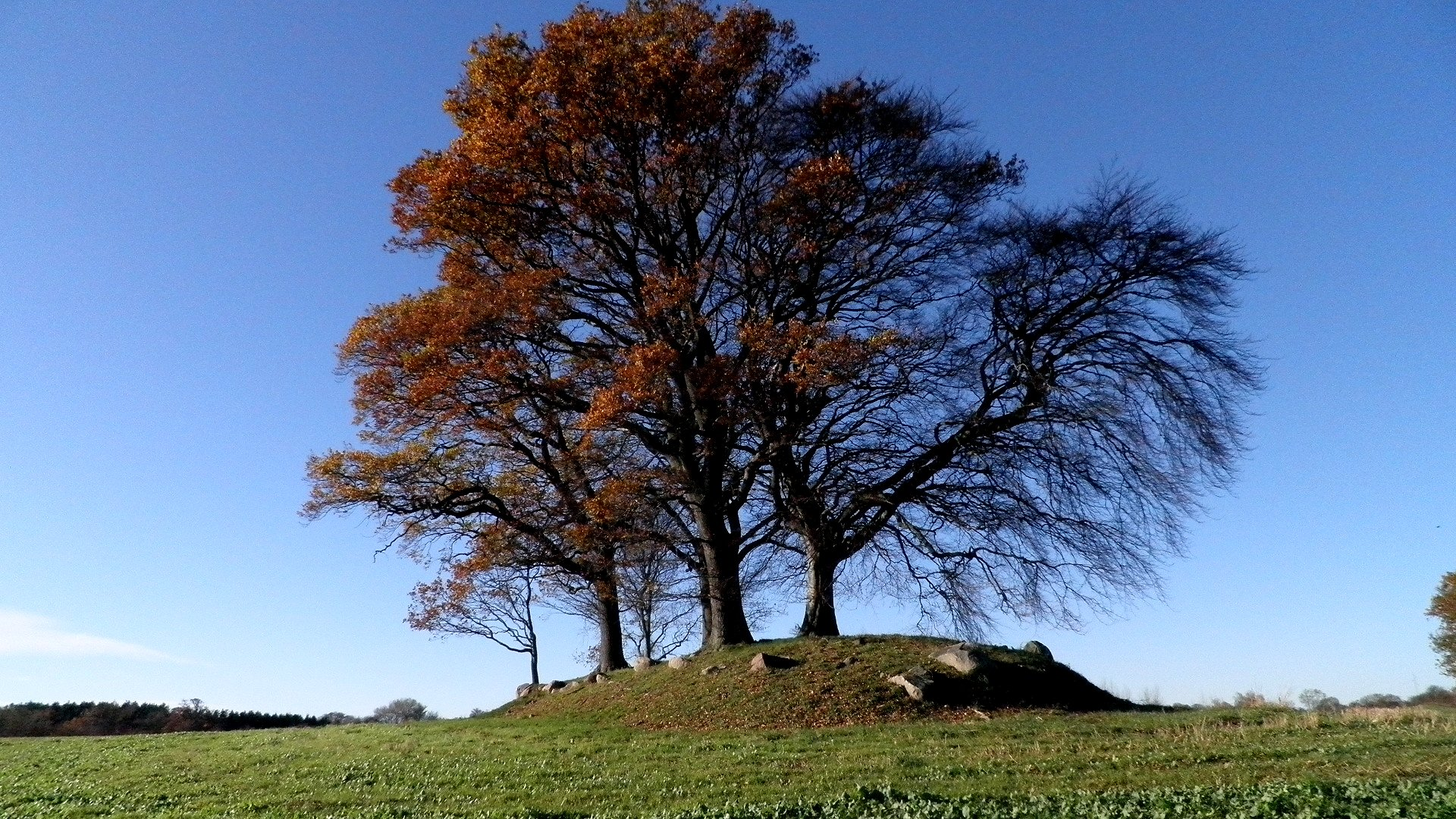
Løkkeby Langdysse

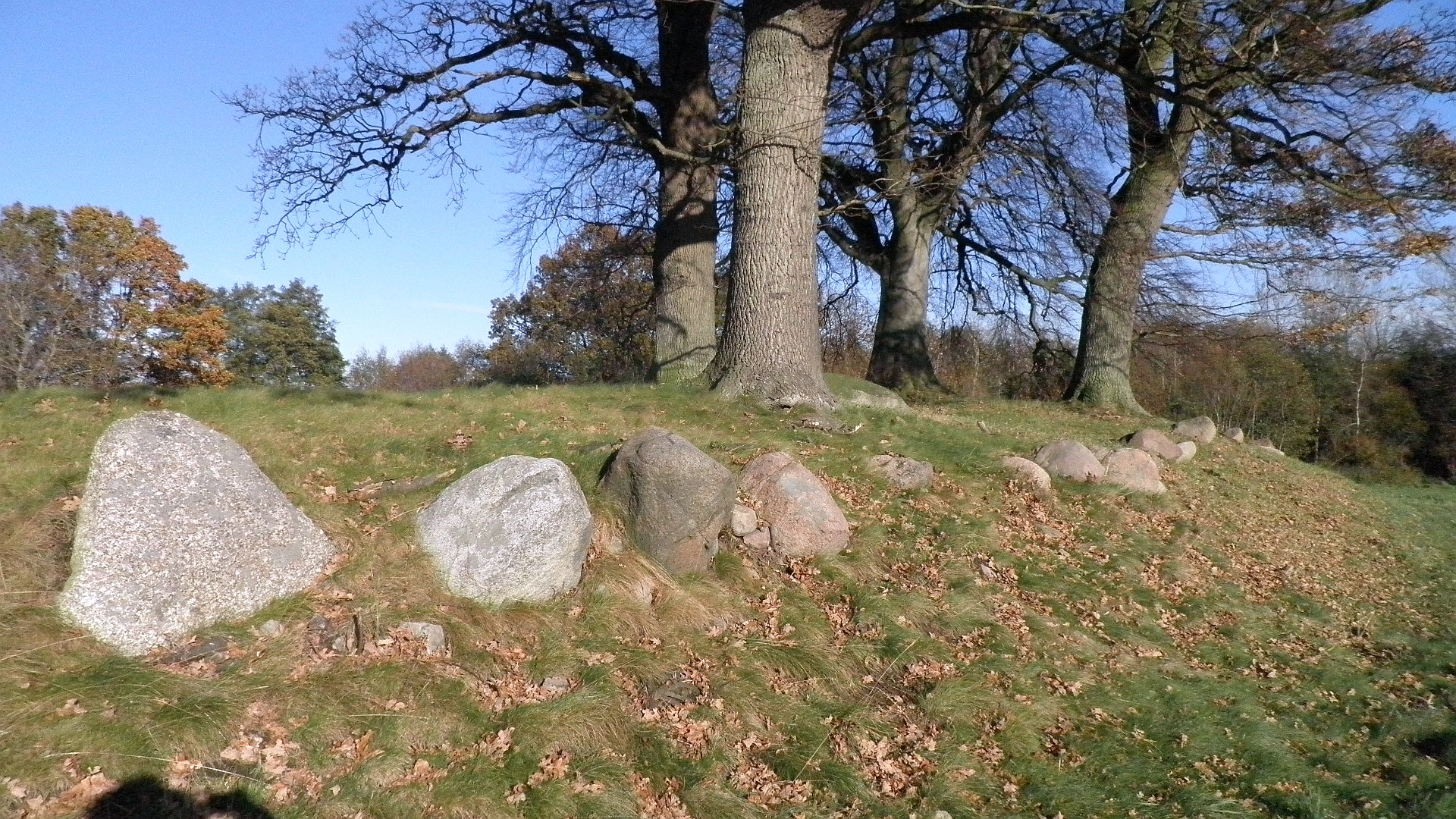
Løkkeby Langdysse

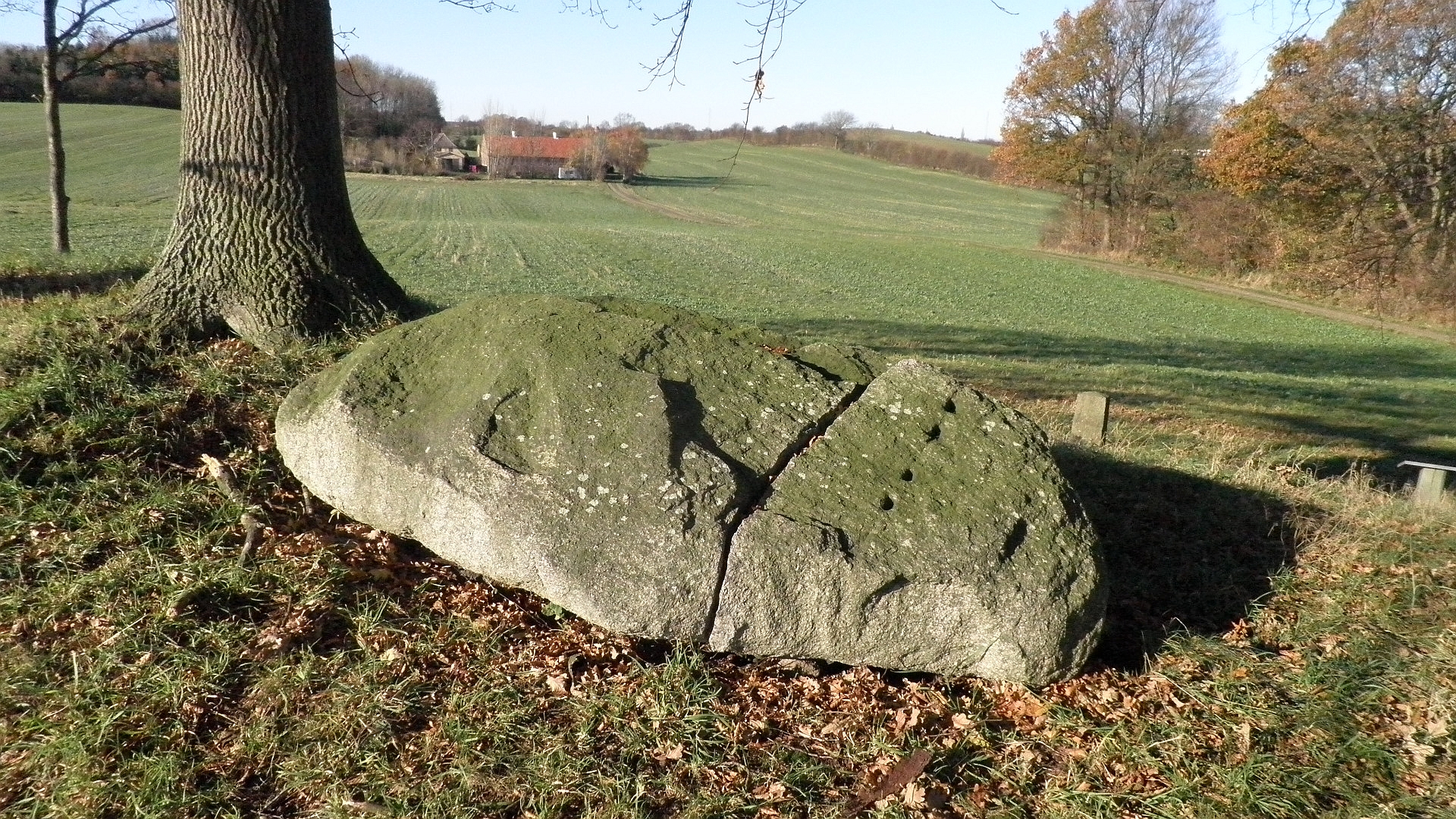
Løkkeby Deckstein

Der Langdysse von Løkkeby auf der dänischen Insel Langeland liegt etwa einen Kilometer südöstlich von Tullebølle bei dem Hof Petersgård. Er ist eine Megalithanlage der Trichterbecherkultur (TBK) und entstand zwischen 3500 und 2800 v. Chr.
Neolithische Monumente sind Ausdruck der Kultur und Ideologie neolithischer Gesellschaften. Ihre Entstehung und Funktion gelten als Kennzeichen der sozialen Entwicklung.
Auf einer mit alten Bäumen bewachsenen Anhöhe gelegen gehört diese Megalithanlage zu den schönsten vorgeschichtlichen Denkmälern Langelands. Der Hügel des Dolmen misst etwa 35,0 × 10,0 m. In der Mitte liegt ein schmaler, nicht ausgegrabener Dolmen mit erhaltenem gespaltenem Deckstein und vier Sprengmarken. Die 52 erhaltenen Randsteine der Einfassung stehen dicht an dicht.